# Verräter
Pour plus de détails, voir Fiche technique et Distribution.
Les Traîtres[réf. nécessaire] (titre original Verräter) est un film de propagande nazie et d'espionnage réalisé par Karl Ritter et sorti en 1936.

## Synopsis
Des machinations sont exercées par d'« infâmes » agents étrangers auprès de la population allemande. Grâce à une annonce dans un journal, les agents de l'ennemi Morris et Geyer entrent en contact avec le concepteur Brockau qui a développé un nouveau gazéificateur de pétrole brut. Brockau a besoin d'argent car Marion, sa petite amie avide, le poussé à s'endetter de plus en plus.
Hans Klemm, ancien caissier de banque maintenant dans l'armée, est aussi contacté par un espion. Mais Klemm n'est pas stupide et se rend compte de ce qui se trame. Une course contre la montre commence.

## Fiche technique
- Photographie : Günther Anders

## Distribution
- Willy Birgel : Agent Morris
- Lída Baarová[2],[3] : Marion
- Irene von Meyendorff : Hilde Körner
- Theodor Loos : Dr Auer
- Rudolf Fernau : Fritz Brockau
- Herbert A.E. Böhme : Agent Schultz
- Heinz Welzel : Hans Klemm
- Paul Dahlke : Agent Geyer
- Josef Dahmen : Ein Helfer
- Hans Zesch-Ballot : Dr Wehner
- Sepp Rist : Commissioner Kilian
- Siegfried Schürenberg : Neumann
- Ernst Karchow (en) : major Walen
- Volker von Collande (en) : Referendar Kröpke
- Carl Auen : le détective Assmann (non crédité)
- Ernst Behmer : le photographe (non crédité)
- Kurt Daehn : Ein Geheimkurier (non crédité)
- Otto Graf : capitaine Dressler (non crédité)
- Hans Reinhold Hauer (non crédité)
- Hans Henninger (en) : Max (non crédité)
- Max Hochstetter (de) (non crédité)
- Karl Junge-Swinburne (de) : Tank division commander (non crédité)
- Hans Meyer-Hanno (non crédité)
- Hellmuth Passarge (de) (non crédité)
- Willi Rose (en) : Ede (non crédité)
- Heinrich Schroth : General manager T-Metallwerke (non crédité)
- Gisela von Collande : Trude (non créditée)
- Ewald Wenck : le détective Schober (non crédité)

### Articles annexes
- Liste des longs métrages allemands créés sous le nazisme